# Белорусские фамилии
Белорусские фамилии (бел. Беларускія прозвішчы) сформировались в контексте общеевропейского процесса. Древнейшие из них датируются концом XIV — началом XV века, когда территория Беларуси входила в состав Великого княжества Литовского — полиэтнического и многоконфессионального государства. Результатом сложного и длительного пути развития антропонимии в разных регионах стала разнородность белорусских фамилий. Основной корпус белорусских фамилий появился в XVII—XVIII веках, однако они не были устойчивыми, обязательными. Строго наследственными и юридически закреплёнными они стали только в 1930-х годах.

## История происхождения
Белорусская фамильная система в полной мере отражает сложную и богатую политическую жизнь страны, и несёт в себе следы многочисленных культурных влияний. По этой причине в основах белорусских фамилий могут быть слова, связанные с литовским, польским, русским языком. Из соседних народов лишь латыши не оставили сколь-либо заметного отпечатка в белорусском фамильном фонде.
Среди фамилий, образованных от апеллятивной лексики, около 55% образующих их основ объясняются на базе лексики белорусского языка, примерно 6% — русского, примерно по 3% — украинского, тюркских и литовского. Около 33% основ являются тёмными.
Первые устойчивые фамильные наименования принимались магнатскими родами Великого княжества Литовского (ВКЛ) со второй половины XV века. Эти древние родовые имена: Сапега, Тышкевич, Пац, Ходкевич, Глебович, Немиро, Иодко, Ильинич, Горностай, Громыко — широко распространены среди белорусов и сегодня.
Однако основная масса представителей шляхетского сословия в первой половине XVI века продолжали пользоваться скользящими наименованиями по отцу, типа Гневош Твориянович или Бартош Олехнович, впрочем как и крестьяне. К концу XVI века большинство шляхетских родов уже обзавелись постоянными родовыми именами. Хотя примеры смены родового наименования встречались часто, например род Довойно стал носить прозвание Сологубы и т. д.
Фамилии шляхты могли возникнуть из отчества или дедичества (на -ович/-евич) — Войнилович, Федорович, от названия имения или вотчины (на -ский/-цкий) — Белявский, Боровский, или от прозвания прародителя — Волк, Нарбут. Сложившаяся в этот период фамильная номенклатура в основных своих чертах продолжает существовать в Центральной и Западной Беларуси по сей день. Почти 60—70 % исконных белорусских фамилий из этого ареала встречаются в польских гербовниках и их носители являются однофамильцами, а зачастую потомками славных дворянских родов, имеющих богатую историю, уходящую корнями к самым истокам ВКЛ.
Фамилии крестьян закреплялись в западной и центральной частях Белоруссии на протяжении XVIII века. Основы для крестьянских фамилий зачастую черпались из того же фонда шляхетских фамилий, или могли брать начало от чисто крестьянских прозваний — Бурак, Когут. Длительное время фамилия крестьянского рода была неустойчивой. Часто одна крестьянская семья носила два или даже три параллельно существующих прозвания, например, Максим Нос, он же Максим Богданович. Однако на основе инвентарей имений конца XVII, начала XVIII веков можно утверждать, что основная часть крестьянских фамилий продолжает существовать непрерывно в ареалах своей фиксации с XVII—XVIII веков до нынешнего дня.
На землях Восточной Беларуси, отошедших к России в результате первого раздела Речи Посполитой в 1772 году, фамилии образовались, как минимум на сотню лет позднее. На этой территории фамильные суффиксы -ов/-ев, -ин, свойственные для русской антропонимики, существовали издревле, но под властью Российской империи именно этот тип фамилий стал доминирующим на восток от Днепра и на север от Западной Двины. В силу своего более позднего возникновения фамильные гнезда здесь меньше, чем в западной части страны, а количество фамилий, отмечаемых в одном населённом пункте, как правило, выше. Такие фамилии, как Козлов, Ковалёв, Новиков повторяются от района к району, то есть мест возникновения неродственных фамильных гнёзд много, и, соответственно, число носителей высоко. Это хорошо видно в списке самых частых белорусских фамилий, в котором универсальные восточные фамилии на -ов/-ев доминируют, хотя число носителей фамилий на -ов/-ев среди всей белорусской популяции не превышает 30 %.
В отличие от России, фамилии на -ов/-ев в Восточной Беларуси не полностью монопольны, а охватывают около 70 % населения. Интересным является то, что исконные белорусские фамилии на -ёнок, здесь не оформлялись суффиксом -ов, а украинизировались. Например: Гончарёнок — не Гончаренков, а Гончаренко, Курилёнок — не Куриленков, а Куриленко. Хотя для Смоленской области фамилии на -енков являются наиболее характерными. В общей сложности, фамилии на -енко носит от 15 до 20 % населения Восточной Беларуси.
В белорусской антропонимии в качестве фамилий используются многочисленные нарицательные существительные без добавления специальных суффиксов (Жук, Мороз, Шелег). Распространены подобные фамилии (часто с теми же основами) и в украинской антропонимии.
Окончательно белорусская фамильная система оформилась ко второй половине XIX века.

## Формы белорусских фамилий

### Фамилии на-ов/-ев
Существует устойчивое мнение[чьё?], что фамилии данного типа не являются исконно белорусскими, а их присутствие в Белоруссии обусловлено исключительно процессами русского культурного и ассимиляционного влияния. Это верно лишь отчасти. Фамилии на -ов/-ев были вытеснены из шляхетского фамильного фонда, но продолжали активно использоваться среди крестьянства на восточной периферии ВКЛ (Полоцкое и Мстиславское воеводства). С другой стороны, с присоединением белорусских территорий к Российской империи распространенность этой морфологической формы на Востоке стала доминирующей, и сегодня на северо-востоке Витебской области, а также в восточных частях Могилёвской и Гомельской областей фамилии на -ов/-ев охватывают большинство населения. В то же время, в остальной части страны данный тип фамилий не является исконным, а их носители являются выходцами из восточной части страны или этническими русскими (такие фамилии как Смирнов и Кузнецов не свойственны для белорусов, но в то же время представлены в списке 100 самых частых фамилий), либо потомками людей русифицировавших фамилии (обычно вследствие неблагозвучности) в советское время.
Иногда причины поздней русификации вообще не поддаются объяснению. Мотивы некоторых примеров русификации ясны: Херовец — Хоров (Борисовский район), и повсеместно Баран — Баранов, Козел' — Козлов, Кот — Котов и т. д.
Большинство фамилий на -ов/-ев в русскоязычной записи полностью идентичны русским: Иванов (бел. Iваноў), Козлов (Казлоў), Баранов (Баранаў), Алексеев (Аляксееў), Романов (Раманаў).
Некоторые фамилии свидетельствуют о белорусском происхождении присутствием в основе белорусских фонетических признаков: Астапов (вместо Остапов), Кананков (вместо Кононков), Рабков (вместо Рябков), Алейников (вместо Олейников) и т. д.
Многие фамилии образованы от белорусских слов: Ковалёв, Бондарев, Пранузов, Ягомостев, Езовитов, Масянзов.
Иные от личных имён, неизвестных в русской антропонимике: Самусев, Костусев, Войцехов, Казимиров.

### Фамилии на-ин
Вариант фамильного суффикса -ов/-ев используется в русском языке при создании фамилий, чьи основы заканчивается на -а/-я. Поэтому всё, что написано про фамильные наименования на -ов/-ев, полностью относится к фамилиям на -ин. Особенностью данного суффикса у белорусов является его значительно более низкая распространённость в сравнении с русскими. В русских популяциях усреднённое соотношение фамилий на -ов/-ев к фамилиям на -ин можно определить как 70 % к 30 %. Местами в России, особенно в Поволжье, фамилии на -ин охватывают более 50 % населения. У белорусов соотношение суффиксов -ов/-ев и -ин абсолютно другое, 90 % к 10 %. Это обусловлено тем, что основа фамилий воспринималась не в исконно русской уменьшительной форме имён на -ка, а с белорусской формой на -ко (Ивашков, Федьков, Гераськов — от соответственно Ивашкo, Федько, Герасько, вместо Ивашкин, Федькин, Гераськин).
Большинство фамилий на -ин идентичны русским: Ильин, Никитин. Некоторые имеют ярко выраженный белорусский характер: Яночкин.
Есть фамилии, которые оформлены тем же суффиксом -ин, но имеют иное происхождение от этнонимов и других слов белорусского языка: Земянин, Полянин, Литвин, Турчин. Фамилии данного происхождения не должны давать женской формы Земянина, Литвина и т. д. Хотя зачастую это правило нарушается. Фамилия Земянин часто подвергается ещё большей русификации и встречается в форме Зимянин (от русского «зима»), хотя исконное значение «земянин» — владелец земли, дворянин.

### Фамилии на-ович/-евич
К самым характерным белорусским фамилиям относятся фамилии на -ович/-евич. Такие фамилии охватывают до 17 % (ок. 1 700 000 человек) белорусской популяции, и по распространённости наименований на -ович/-евич среди славян белорусы уступают только хорватам и сербам (у последних суффикс -ич почти монополен, до 90 %).
Суффикс -ович/-евич ввиду его широкого использования в личных именованиях шляхты ВКЛ, наряду с суффиксом -ский/-цкий, стал рассматриваться как дворянский и, являясь белорусским по происхождению, прочно вошёл в польскую антропонимическую традицию, полностью вытеснив в Польше из обихода исконный польскоязычный аналог -овиц/-евиц (пол. -owic/-ewic) (ср. пол. Grzegorzewic → Grzegorzewicz). В свою очередь данный тип фамилий, под влиянием польского языка, сменил древнерусское ударение, как в русских отчествах, на предпоследний слог (ср. Макси́мович и Максимо́вич). Многие фамилии на -ович/-евич, деятелей польской культуры, являются безусловно белорусскими по происхождению, так как образованы от православных имён: Генрик Сенкевич (от имени Сенька (← Семён), при католическом аналоге Шимкевич «Шимко»), Ярослав Ивашкевич (от уменьшительного имени Ивашка (← Иван), при католической форме Янушкевич), Адам Мицкевич (Митька — уменьшительное от Дмитрий, в католической традиции такого имени нет).
Поскольку изначально фамилии на -ович/-евич являлись по сути отчествами, большинство их основ (до 80 %) ведёт начало от крестильных имён в полной либо уменьшительной формах. Только фонд этих имён несколько более архаичен, по сравнению с фамилиями прочих типов, что свидетельствует об их более древнем происхождении.
Среди 100 самых частых белорусских фамилий на -ович/-евич от крестильных имён православных и католических, берёт начало 89 фамилий: Климович, Макаревич, Карпович, Станкевич (от Станислав), Осипович, Тарасевич, Левкович, Богданович (языческое имя вошедшее в христианскую традицию), Борисевич, Юшкевич (ум. от Юхим (Ефим) или Юрий), Павлович, Пашкевич, Петрович, Мацкевич (ум. от Матвей), Гуринович, Адамович, Дашкевич (ум. от Адам), Матусевич (ум. от Матвей), Сакович (ум. от Исаак), Герасимович, Игнатович, Вашкевич (ум. от Иван), Ярошевич (ум. от Ярослав), Романович, Нестерович, Прокопович, Юркович, Василевич, Касперович (ум. от Каспер), Федорович, Давидович, Мицкевич, Демидович, Костюкович (ум. от Константин), Гринкевич (ум. от Григорий), Шинкевич (иск. от Шимко «Шимон, Семен»), Урбанович, Яскевич (Ясь ум. форма от белорусского имени Ян(Иоанн), Якимович (ум. от бел. имени Якім (русск. Аким), Радкевич (от Родион), Леонович, Синкевич (искажённое Сенька ← Семён), Гриневич (от Григорий), Мартинович, Максимович, Михалевич, Александрович, Янушкевич, Антонович, Филипович, Якубович (ум. от Якуб (Иаков)), Левкович, Ермакович, Яцкевич (от Яков), Тихонович, Кононович, Стасевич (от Станислав), Кондратович, Михневич (от Михаил), Тишкевич (от Тимофей), Ивашкевич, Захаревич, Наумович, Стефанович, Ермолович, Лавринович, Грицкевич (от Григорий), Юревич, Алешкевич, Пархимович (от Парфён), Петкевич (от Пётр), Янович, Курлович (от Кирилл), Протасевич, Синькевич (от Семён), Зинкевич (от Зиновий), Радевич (от Родион), Григорович, Гришкевич, Лашкевич (от Галактион), Данилович, Денисевич, Данилевич, Манкевич (от Эммануил), Филиппович, Орлович.
И лишь 12 идут от иных основ: Жданович (Ждан — языческое имя), Короткевич (от прозвища Короткий), Ковалевич (коваль — кузнец), Кунцевич (Кунец — языческое имя), Казакевич, Гулевич («Гул-», по всей видимости происходят от глагола «гулять» в смысле «кутить» или «бунтовать» , Воронович, Хацкевич (от Хотько — «хотеть, желать»), Некрашевич (Некраш «некрасивый» — языческое имя-оберег), Войтович (войт — деревенский староста), Каранкевич (от прозвища Коренько), Скуратович (скурат — бел. выпетраўшы бы скурат «вылинявший словно кусок кожи», возможно прозвище невзрачного человека).
Фамилии на -ович/-евич распространены по территории Белоруссии неравномерно. Основной их ареал охватывает Минскую и Гродненскую область, северо-восток Брестской, юго-запад Витебской, область вокруг Осипович в Могилёвской, и территорию на запад от Мозыря в Гомельской. Здесь к фамилиям этого типа принадлежит до 40 % населения, с максимальной концентрацией носителей на стыке Минской, Брестской и Гродненской областей.

### Фамилии на-ич/-иц, -инич, -ий
К основам, оканчивающимся на гласный звук, патронимический суффикс -ович/-евич зачастую добавляется в сокращённой форме на -ич. Наиболее распространённые фамилии этого типа: Акулич, Кузьмич, Хомич, Савич, Бабич, Микулич, Бородич, Ананич, Веренич, Минич.
Данный суффикс иногда встречается в архаичной развёрнутой форме на -инич: Савинич, Ильинич, Кузьминич, Бабинич, Петринич. Развернутую архаичную форму фамилий легко спутать с усечённой добавленной к женским именам на -ина: Аринич, Кулинич, Маринич, Катеринич.
Иногда, особенно если основа фамилии оканчивается на -ка, суффикс -ич в белорусской традиции заменяется на -иц. Примеры: Кончиц, Казючиц, Савчиц, Водчиц, Мамчиц, Стешиц, Аксючиц, Камчиц, Акинчиц, Головчиц.
Белорусов с фамилиями на -ич около 145 000 человек, суффикс -иц значительно более редок и охватывает всего около 30 000 носителей.

### Фамилии на-ский/-цкий
Этот тип фамилий охватывает до 10 % белорусов и распространён по всей территории страны, с наибольшей концентрацией в Гродненской области (до 25 %) с постепенным убыванием на восток. Но в минимальном количестве 5—7 % жителей такие фамилии представлены в Белоруссии в любом населённом пункте.
Фамилии этого типа являются исконными для обширного культурного ареала, они типичны для белорусского, украинского и польского языков. Суффикс -ск- (-ский/-цкий) является общеславянским по происхождению. Однако такие фамилии изначально были у польской аристократии и образовывались, как правило, от названия имений. Такое происхождение придавало фамилиям социальную престижность, в результате чего данный суффикс распространился в других социальных слоях, утвердившись в итоге как преимущественно польский суффикс. В результате сначала в Польше, затем на Украине, в Белоруссии и Литве, которые входили в состав Речи Посполитой, суффикс -ский/-цкий распространялся также в низших социальных слоях и разных этнических группах. . Престиж фамилий на -ский/-цкий, которые считались польскими и шляхетными, был столь высок, что данный словообразовательный тип распространился и на патронимические фамилии. Например, некто Милко становился Милковским, Кернога — Керножицким, а Скорубо — Скорубским. В Белоруссии и на Украине у магнатов Вишневецких, Потоцких часть их бывших крестьян получила фамилии своих владетелей — Вишневецкий, Потоцкий. Значительная часть фамилий на -ский/-цкий в Белоруссии не имеет топонимической основы, этими суффиксами зачастую оформлялись заурядные крестьянские имена.
Однако невооружённым глазом видно, что основы фамилий на -ский/-цкий иные, чем у фамилий остальных типов. Так из 100 самых частых фамилий на -ский/-цкий крестильные имена лежат в основе 13-ти; в основе 36-ти объекты флоры и фауны; в основе 25-ти особенности рельефа.
Частые фамилии на -ский/-цкий: Козловский, Савицкий, Василевский, Барановский, Жуковский, Новицкий, Соколовский, Ковалевский, Петровский, Чернявский, Романовский, Малиновский, Садовский, Павловский, Дубровский, Высоцкий, Красовский, Бельский, Лисовский, Кучинский, Шпаковский, Каминский, Янковский, Белявский, Соболевский, Лапицкий, Русецкий, Островский, Михайловский, Вишневский, Вербицкий, Журавский, Якубовский, Шидловский, Врублевский, Завадский, Шумский (так в ВКЛ исказилась фамилия бояр Шуйских), Сосновский, Орловский, Дубовский, Липский, Гурский, Калиновский, Смольский, Ивановский, Пашковский, Масловский, Лазовский, Барковский, Дробышевский, Боровский, Метельский, Зарецкий, Шиманский, Цыбульский, Кривицкий, Жилинский, Куницкий, Витковский, Липницкий, Марковский, Чайковский, Бычковский, Селицкий, Синявский, Глинский, Хмелевский, Рудковский, Маковский, Маевский, Кузьмицкий, Добровольский, Закревский, Лещинский, Левицкий, Березовский, Осмоловский, Куликовский, Езерский, Зубрицкий, Горбачевский, Бабицкий, Шпилевский, Яблонский, Колосовский, Камаровский, Грибовский, Рутковский, Загорский, Хмельницкий, Пекарский, Поплавский, Крупский, Рудницкий, Сикорский, Быковский, Шабловский, Альшевский, Полянский, Синицкий.
Почти все фамилии на -ский/-цкий числятся в гербовниках Речи Посполитой. История многих семей берёт начало в глубокой древности, например Бельские ведут род от Гедимина, а Глинские от Мамая и т. д. Остальные семьи хоть и менее знатные и древние, но тоже оставили свой след в истории. Например, было пять шляхетских семейств с фамилией Козловский, различного происхождения с гербами Ястребец, Лис, Вежи, Слеповрон и Подкова. Практически то же самое можно сказать о знатности фамилий на -ович/-евич. Например, известны два дворянских рода Климовичей гербов Ясеньчик и Костеша, и два рода Макаревичей гербов Лис и Самсон. Однако ближе к началу XX века фамилии в значительной степени утратили свою сословную окраску.
Стереотипы о происхождении фамилий описаны классиком белорусской литературы Якубом Коласом:

Пан подловчий был родом откуда-то из Гродненщины и происходил, как он сам говорил, из старого дворянского рода. Местное население считало его поляком, сам же пан подловчий с этим не соглашался. «Я — литвин», — с какой-то гордостью заявлял пан подловчий, и свою принадлежность к литвинам доказывал, между прочим, и тем, что его фамилия — Баранкевич — имела окончание на «ич», тогда как чисто польские фамилии оканчиваются на «ский»: Жулавский, Домбровский, Галонский.
Оригинальный текст (бел.)Пан падлоўчы быў родам дзесь з Гродзеншчыны і паходзіў, як ён казаў сам, са старога дваранскага роду. Тутэйшае жыхарства лічыла яго палякам, сам жа падлоўчы з гэтым не згаджаўся. «Я — ліцвін», — з нейкай гордасцю зазначаў пан падлоўчы, і сваю належнасць да ліцвінаў даводзіў, паміж іншым, і тым, што яго прозвішча — Баранкевіч — мела канчатак на «іч», тады як чыста польскія прозвішчы канчаюцца на «скі»: Жулаўскі, Дамброўскі, Галонскі.

### Фамилии на-енко
Фамилии на -енко (бел. -енка) в первую очередь, справедливо считаются украинскими. Однако значительное число белорусов — 10 %, носят такие фамилии (ок. 1 000 000 человек). В документах XVII—XVIII веков присутствия данного типа фамилий в Белоруссии не отмечалось. Это свидетельствует об их более позднем возникновении.
В Белоруссии есть относительно небольшая территория (Мозырьско-Речицкое Полесье), где фамилии на -енко являются доминирующими и охватывают от 40 до 50 % населения. Эта территория лежит за пределами ареала распространения фамилий на -ов/-ев, и исключительное положение тут фамилий на -енко является несомненным последствием культурного влияния соседней Украины.
Почти все наиболее частые белорусские фамилии на -енко в русифицированной записи абсолютно не отличимы от украинских: Сенченко, Кравченко, Коваленко, Бондаренко, Марченко, Сидоренко, Савченко, Стельмашенко, Шевченко, Борисенко, Макаренко, Гавриленко, Юрченко, Тимошенко, Романенко, Василенко, Прокопенко, Науменко, Кондратенко, Тарасенко, Моисеенко, Ермоленко, Захаренко, Игнатенко, Никитенко, Карпенко, Терещенко, Максименко, Алексеенко ( на Украине Олексієнко ), Потапенко, Юденко, Денисенко, Грищенко, Власенко, Астапенко (на Украине Остапенко), Руденко, Антоненко, Даниленко, Ткаченко, Прохоренко, Давыденко, Степаненко, Назаренко, Герасименко, Федоренко, Нестеренко, Осипенко, Клименко, Пархоменко, Кузьменко, Петренко, Мартыненко, Радченко, Авраменко, Лещенко, Павлюченко, Лысенко, Кухаренко, Демиденко, Артеменко, Исаченко, Ефименко, Костюченко, Николаенко, Афанасенко, Павленко, Анищенко (на Украине Онищенко), Малашенко, Леоненко, Хомченко, Пилипенко, Левченко, Матвеенко, Сергеенко, Мищенко, Филипенко, Гончаренко, Евсеенко, Свириденко (исключительно белорусская фамилия), Семченко, Иваненко, Янченко (тоже белорусская), Лазаренко, Гапоненко, Тищенко, Лукьяненко, Солдатенко, Яковенко, Казаченко, Кириленко, Ларченко, Ященко, Антипенко, Исаенко, Дорошенко, Федосенко, Якименко, Мельниченко, Атрощенко, Демченко, Савенко, Москаленко, Азаренко, Лукашенко, Сиренко, Ващенко,  Михайленко.
Как видно из списка, основами для подавляющей массы фамилий на -енко, послужили крестильные имена и прозвания от профессий.

### Фамилии на-ёнок/-онок
Данная форма фамилий распространена не только среди белорусов, но и среди русских.
Самые частые фамилии на -ёнок/-онок: Гременок/Гремёнок, Ковалёнок, Борисёнок, Савенок/Савёнок, Казачёнок, Клименок/Климёнок, Клещёнок, Руденок/Рудёнок, Лаптёнок, Кузьменок, Лобанок, Королёнок, Василёнок, Асташонок, Асташёнок, Голенок, Лученок, Герасимёнок, Апетёнок (ум. от Апет (русск. Иафет)), Зуёнок, Михалёнок, Кухаронок, Кухарёнок («русифицированный» Кухаронок), Крученок, Курилёнок, Павленок, Кравчёнок, Гончарёнок, Фоменок, Хоменок, Черненок, Зубченок, Храменок, Заборонок, Стрельчёнок, Терешонок (ум. от Терентий). В частности, такие фамилии как Клименок, Терешонок, Михалёнок, Герасимёнок, Голенок, Казачёнок, Асташёнок среди русских встречаются также часто, как и среди белорусов.

### Фамилии на-ко
Такие фамилии встречаются повсюду в Белоруссии, с наибольшей концентрацией в Гродненской области. Общее число носителей фамилий данного типа около 800 000 человек. По сути, суффикс -ко — это полонизированный вариант древнерусского общераспространённого уменьшительного суффикса -ка. Данный суффикс может добавляться фактически к любой основе, имени [Василь — Василько (бел. Васілька)], особенности человека (Глухой — Глушко), профессии (Коваль — Ковалько), названию животных и предметов (волк — Волчко, дежа — Дежко), от прилагательного «зелёный» — Зеленко (бел. Зеленка), от глагола «приходить» — Приходько (бел. Прыходзька) и т. д.
Наиболее распространённые фамилии на -ко: Мурашко, Бойко, Громыко, Приходько, Мелешко, Лойко,
Панько, Сенько, Сушко, Величко, Володько, Дудко, Семашко, Дайнеко, Цвирко, Терешко, Савко, Манько, Ломако, Шишко, Будько, Санько, Сороко, Бобко, Бутько, Ладутько, Горошко, Зеленко, Белько, Зенько, Рудько, Головко, Божко, Цалко, Можейко, Лапко, Ивашко, Наливайко, Сечко, Химко(от имени Ефим), Шарко, Хотько, Змушко, Гринько, Борейко, Попко, Дорошко, Астрейко, Скрипко, Алешко, Зайко, Воронько, Сытько, Буйко, Детко, Ромашко, Чайко, Цыбулько, Редько, Васько, Гридюшко, Сасько, Шейко, Малявко, Гунько, Минько, Шешко, Шибко, Зубко, Молочко, Бусько, Клочко, Кучко, Климко, Шимко, Рожко, Шевко, Лепешко, Занько, Жилко, Бурко, Шамко, Малышко, Куделко, Толочко, Галушко, Щурко, Черепко, Крутько, Снитко, Сливко, Булавко, Турко, Нарейко, Серко, Юшко, Ширко, Орешко, Латушко, Чуйко, Гришко, Шкурко, Владыко, Шибеко, Адарченко, Маханько.
Некоторые фамилии этого типа сами по себе представляют отдельные слова — Мурашко («муравей»), Цвирко («сверчок»), Сороко, Латушко  и т. д.
Часть фамилий, оканчивающихся на -ейко (лит. -eika), являются литовскими по происхождению: Можейко (лит. Mažeika ← mãžas «малый, маленький»), Нарейко (лит. Nareikà ← norėti, nóras «хотеть, желать»), Борейко (лит. Bareikà ← barejas «упрекать, ругать») и т. д.
Суффикс -ко — находится под ударением в многосложных фамилиях; в остальных случаях он безударный и в белорусской орфографии пишется тогда как -ка. Многие фамилии на -ко в русифицированной записи невозможно отличить от украинских фамилий с таким же суффиксом.

### Фамилии на-ок
Ещё один характерный тип фамилий, встречается как среди белорусов, так и среди русских и украинцев. Самые частые фамилии на -ок: Лаптенок, Волчок, Попок, Божок, Шашок, Цыганок, Зубок, Жолток, Бабок/Бобок, Титок, Петушок, Снопок, Турок, Жданок, Шрубок, Пожиток.

### Фамилии на-еня
Фамилии на -еня свойственны только белорусам (хотя этот суффикс встречается в украинском, но типичен он именно для белорусских фамилий). Фамилии этого типа не часты, хотя в центре своего распространения (юго-запад Минской области) охватывают до 10 % жителей. Интересно, что на север и восток от своего ареала фамилии на -еня не распространялись, но на севере Брестской и в Гродненской областях данные фамилии отмечаются в единичных случаях. Всего в Белоруссии 381 фамилия данного типа с общим числом носителей 68 984 человек.
Встречаются случаи трансформации фамилий на -еня, с заменой суффикса -еня на -енко: Денисеня — Денисенко, Максименя — Максименко и т. д.
Белорусские фамилии на -еня: Абраменя, Горощеня, Протасеня, Руденя, Кравченя, Серченя, Кондратеня, Ясюченя, Сергиеня, Михаленя, Стрельченя, Сущеня, Герасименя, Киеня, Дещеня, Прокопеня, Щербаченя, Коваленя, Варвашеня, Филипеня, Юреня, Ярошеня, Николаеня, Кругленя, Арцыменя, Амельченя, Ханеня, Шупеня, Юрченя, Осташеня, Купченя, Перденя, Иванисеня, Игнатеня, Ильеня, Исаеня, Драбеня, Таненя, Карпеня, Гавриленя, Мякеня, Парфеня, Павленя, Ахраменя, Авхименя, Автименя, Крывеня, Леваненя, Бятеня, Катеня, Кульгавеня, Селеня, Хвесеня, Крупеня, Лименя, Жданеня, Савеня, Евсеня, Сарапеня, Краменя, Кураленя, Кеня, Адаменя, Бороденя, Хаменя, Хваленя, Попеня, Клименя, Мазуленя, Савастеня, Ханеня, Шавгеня, Микеня, Феденя, Якубеня, Кириеня, Гегеня, Зеленя, Козленя, Курленя, Кухтеня, Кивеня, Матвееня, Мацвееня, Сивеня, Цаменя, Цеменя, Остапеня, Бабеня, Давиденя, Зубеня, Копеленя, Карпиеня, Леоненя, Майсеня, Максименя, Макутеня, Николаеня, Страленя, Удавеня, Федосеня, Мисеня, Уласеня, Жмыреня, Ключеня, Ясюченя и т.д.

### Фамилии на-ук/-юк, -чук
Самый продуктивный западно-украинский (волынский) фамильный суффикс. В Беларуси охватывает около 600 000 человек. В западной части Брестской области фамилии на -ук/-юк, -чук являются доминирующими, и эта территория несомненно является органическим продолжением украинского (волынского) ареала.
Кроме того, -укас/-юкас (лит. -ùkas) — самый продуктивный уменьшительный суффикс в литовском языке, контакты с которым привели к появлению в белорусском фонде широкого перечня уменьшительных личных имён на -ук/-юк. Примеры: Янук (Ян)или(Иван), Костюк (Константин), Петрук (Пётр), Павлюк (Павел), Ясюк (Ян)или(Иван), Стасюк (Станислав), Мацук (Матвей), Васюк (Василий), Мисюк (Михаил), Радюк (Родион), Масюк (Матвей), Ильюк (Илья), Валюк (Валентин), Сацук (Исаак), Пасюк (Афанасий или Панас), Пацук (Ипатий), Пашук (Павел), Авсюк (Евсей), Матюк (Матвей), Балтрук (Варфоломей), Арцук (Артемий), Валентюк (Валентин). Ср. Янук и лит. Jonùkas, Петрук и лит. Petrùkas, Балтрук и лит. Baltrùkas. Эти уменьшительные имена вовсю используются как самостоятельные фамилии, и именно такие фамилии в основном представлены за пределами юго-запада Брестской области. Их отличительным признаком является возможность дальнейшего оформления суффиксом -ович/-евич: Янукович/Янукевич, Стасюкевич, Сацукевич, Артюкевич и т. д.
Некоторые фамилии на -ук/-юк происходят непосредственно из литовского языка, например: Бернюк (лит. berniukas «парень»), Пирштук (лит. pirštas «пёрст, палец»), Гирдюк (лит. girdi «слышать»).
Всего в Белоруссии отмечено 3406 фамилий данного типа. Наиболее распространённые фамилии на -ук/-юк, -чук: Ковальчук, Пинчук, Гайдук, Полещук, Шевчук, Романюк(от Роман), Савчук(от Сава), Костюк(от Константин), Кравчук, Косенчук, Радюк(от Родион), Радчук, Романчук, Панасюк(от белорусской формы имени Афанасий-Панас), Семенюк(от имени Семён), Марчук(от имени Марк), Тарасюк, Ткачук, Левчук, Кондратюк, Карпук(от имени Карп), Грицук, Бондарчук, Кучук, Дмитрук, Семенчук, Литвинчук, Данилюк, Севрук, Василюк, Демчук, Масюк, Борисюк, Лашук, Близнюк, Полищук, Климук, Гончарук, Гаврилюк, Денисюк, Мельничук, Степанюк, Михальчук, Мартынюк, Матюк, Абрамчук, Иванюк, Гринюк, Сидорчук, Васюк, Яцук, Нестерук, Стасюк, Федорук, Игнатюк, Мисюк, Макарчук, Ярошук, Михнюк, Борсук, Захарчук, Антонюк, Кухарчук, Сахарчук, Климчук, Прокопчук, Бирюк, Пасюк, Янчук, Герасимчук, Грищук, Павлюк, Назарчук, Кирилюк, Боярчук, Камлюк, Михадюк, Сидорук, Барсук, Баранчук, Сачук, Дашук, Андреюк, Пашук, Михалюк, Тихончук, Кохнюк, Валюк, Пилипчук, Ничипорук, Никитюк, Остапчук, Лозюк, Сердюк, Конончук, Корнейчук, Адамчук, Майсюк, Волосюк, Сенчук, Власюк, Онищук, Богук.

### Фамилии на-ик, -чик
Суффикс -чик взаимозаменяем с суффиксом -чук. Многие фамилии существуют в параллельных формах: Матвейчук — Матвейчик, Адамчук — Адамчик и т. д. Этим суффиксом широко пользуется только белорусская и польская антропонимическая традиция, поэтому фамилии на -чик, выглядят более белорусскими, чем фамилии на -чук. Однако фамилии на -ик продуктивны также среди украинцев. Фамилиями с окончаниями на -ик, -чик, в Белоруссии пользуется около 540 000 человек.
Самые частые фамилии на -ик, -чик: Новик, Дубовик, Кулик, Боровик, Прокопчик, Гончарик, Иванейчик, Мирончик, Шевчик, Бобрик, Влащик, Каленик, Чижик, Толстик, Веремейчик, Царик, Круглик, Герасимчик, Наумчик, Мазаник, Филипчик, Горелик, Кухарчик, Мандрик, Сергейчик, Делендик, Юрчик, Леончик, Силивончик, Нехайчик, Савчик, Данильчик, Альховик, Алексейчик, Лущик, Гордейчик, Ефимчик, Цедрик, Романчик, Гаврильчик, Вергейчик, Курильчик, Овсяник, Демидчик, Харитончик, Войтик, Бондарик, Агейчик, Долбик, Пищик, Прохорчик, Ладик, Лукьянчик, Лосик, Лукашик, Кирильчик, Емельянчик, Абрамчик, Купрейчик, Пивоварчик, Осипчик, Максимчик, Макейчик, Бондарчик, Борисик, Аврамчик, Марчик, Симончик, Бибик, Козик, Астапчик, Ахремчик, Сахончик, Корнейчик, Голик, Ольховик, Писарик, Лазарчик, Иванчик, Булойчик, Аврамчик, Андрейчик, Антончик, Якубчик, Самуйлик, Рослик, Филончик, Якимчик, Артемчик, Дубик, Тарасик, Денищик, Кирик, Селивончик, Вакульчик, Левчик, Баранчик, Матвейчик, Сидорик, Юнчик, Чепик, Андрончик, Куприянчик, Курашик, Астровлянчик.

### Фамилии на-ец, -инец, -овец
Фамилии с уменьшительным суффиксом -ец встречаются довольно редко. Примеры: Ярец, Малец, Базылец, Карпец, Иванец, Уласовец,
Степанец. Часто они образуются от названий жителей каких-либо мест: Павловец (← Павлово), Михновец (← Михново), Борисовец (← Борисов), Брагинец (← Брагин), Быховец (← Быхов), Корневец (← Корени) и т. д.

## Фамилии балтийского происхождения
Среди фамилий современного белорусского ареала выделяется пласт балтизмов, который обусловлен глубокими и длительными контактами белорусов с балтийскими народами, прежде всего литовским. Балтийские по происхождению отпрозвищные фамилии отмечены в основном на территории балто-славянского пограничья, однако фиксируются и далеко за её пределами, в частности, в центральной и восточной частях Белоруссии. Подобные фамилии встречаются также в Польше, России и на Украине.
Примеры: Довнар (лит. Daũ-nor-as ← Daũg-nor-as), Довнарович, Эйсмонт (лит. Eĩs-mantas), Эйсмонтович, Нарбут (лит. Nár-butas), Нарбутович, Корбут (лит. Kãr-i-butas, Kõr-butas), Сурвило (лит. Sùrvilas; ср. др.-прусск. Sur-wille), Рымша (лит. Rìmšas ← Rìm-vydas), Скирмонт и т. д. Фамилии от этнонимов: Латыш, Латышович, Латышкевич и др.

## Частотность
Самые частые фамилии среди жителей Беларуси:
| п/п | Беларусь    | Число  | Брестская    | Витебская   | Гомельская   | Гродненская | Минская     | Могилёвская | Минск       |
| --- | ----------- | ------ | ------------ | ----------- | ------------ | ----------- | ----------- | ----------- | ----------- |
| 1   | Иванов      | 70 730 | Ковальчук    | Михайлов    | Ковалёв      | Жук         | Новик       | Ковалёв     | Иванов      |
| 2   | Новиков     | 30 233 | Жук          | Козлов      | Козлов       | Иванов      | Иванов      | Иванов      | Козлов      |
| 3   | Ковалёв     | 29 082 | Савчук       | Волков      | Новиков      | Урбанович   | Жук         | Новиков     | Ковалёв     |
| 4   | Петров      | 27 812 | Панасюк      | Новиков     | Мельников    | Козловский  | Мороз       | Козлов      | Новиков     |
| 5   | Котов       | 26 037 | Иванов       | Ковалёв     | Иванов       | Жуковский   | Козловский  | Зайцев      | Козловский  |
| 6   | Волков      | 24 475 | Новик        | Зайцев      | Бондаренко   | Борисевич   | Петрович    | Мельников   | Жук         |
| 7   | Морозов     | 20 418 | Козел        | Морозов     | Кравченко    | Карпович    | Барановский | Волков      | Василевский |
| 8   | Смирнов     | 20 249 | Ковалевич    | Соловьёв    | Зайцев       | Мороз       | Гуринович   | Гончаров    | Зайцев      |
| 9   | Козлов      | 19 785 | Хомич        | Васильев    | Морозов      | Лукашевич   | Протасеня   | Морозов     | Кузнецов    |
| 10  | Новик       | 19 165 | Кравчук      | Петров      | Гончаров     | Савицкий    | Бойко       | Воробьёв    | Новик       |
| 11  | Жук         | 18 479 | Романюк      | Лебедев     | Коваленко    | Кисель      | Козлов      | Семенов     | Смирнов     |
| 12  | Зайцев      | 17 402 | Семенюк      | Богданов    | Баранов      | Новик       | Карпович    | Старовойтов | Жуковский   |
| 13  | Романов     | 16 131 | Левчук       | Коваленко   | Громыко      | Маркевич    | Делендик    | Баранов     | Морозов     |
| 14  | Мороз       | 16 110 | Карпович     | Соколов     | Шевцов       | Барановский | Ковалёв     | Кравченко   | Климович    |
| 15  | Савицкий    | 14 569 | Кузьмич      | Баранов     | Тимошенко    | Новицкий    | Хацкевич    | Сидоренко   | Макаревич   |
| 16  | Мельников   | 14 423 | Марчук       | Голубев     | Жуков        | Вашкевич    | Тарасевич   | Киселёв     | Савицкий    |
| 17  | Миронов     | 14 278 | Грицук       | Михайлов    | Лапицкий     | Якимович    | Прокопович  | Васильев    | Васильев    |
| 18  | Кузнецов    | 13 869 | Тарасюк      | Гончаров    | Пинчук       | Ковальчук   | Ермакович   | Савицкий    | Тарасевич   |
| 19  | Кравченко   | 12 678 | Макаревич    | Кузнецов    | Дробышевский | Козел       | Костюкевич  | Дроздов     | Волков      |
| 20  | Коваленко   | 12 664 | Козак        | Воробьёв    | Воробьёв     | Заневский   | Хамицевич   | Марченко    | Баранов     |
| 21  | Соколов     | 12 513 | Шпаковский   | Смирнов     | Марченко     | Макаревич   | Новицкий    | Казаков     | Мороз       |
| 22  | Андреев     | 12 393 | Дрозд        | Павлов      | Кузнецов     | Павловский  | Кузнецов    | Кравцов     | Мурашко     |
| 23  | Макаревич   | 12 162 | Мороз        | Федоров     | Гавриленко   | Романчук    | Станкевич   | Михолап     | Дубовик     |
| 24  | Ковальчук   | 12 084 | Шевчук       | Степанов    | Медведев     | Козлов      | Соколовский | Титов       | Попов       |
| 25  | Козловский  | 12 072 | Кондратюк    | Орлов       | Кравцов      | Кучинский   | Казак       | Соколов     | Петров      |
| 26  | Василевский | 11 867 | Василюк      | Королёв     | Борисенко    | Смирнов     | Василевский | Шевцов      | Новицкий    |
| 27  | Карпович    | 11 422 | Карпук       | Семенов     | Гулевич      | Юшкевич     | Козел       | Романов     | Карпович    |
| 28  | Пашкевич    | 11 298 | Колесникович | Яковлев     | Короткевич   | Кузнецов    | Бабицкий    | Никитин     | Мельников   |
| 29  | Гончаров    | 10 960 | Бойко        | Никитин     | Шевченко     | Станкевич   | Ладик       | Жуков       | Кравченко   |
| 30  | Фролов      | 10 851 | Козлов       | Киселёв     | Бондарев     | Савко       | Климкович   | Коваленко   | Коваленко   |
| 31  | Орлов       | 10 779 | Дмитрук      | Савченко    | Приходько    | Климович    | Дубовский   | Федоров     | Гончаров    |
| 32  | Павлов      | 10 690 | Лемешевский  | Медведев    | Смирнов      | Лисовский   | Дубовик     | Петров      | Соколовский |
| 33  | Сергеев     | 10 466 | Литвинчук    | Григорьев   | Волков       | Петров      | Русак       | Кузнецов    | Соколов     |
| 34  | Попов       | 10 450 | Борисюк      | Ковалевский | Новик        | Семашко     | Смирнов     | Степанов    | Воробьёв    |
| 35  | Шевченко    | 10 385 | Данилюк      | Савицкий    | Старовойтов  | Василевский | Гайдук      | Поляков     | Борисевич   |
| 36  | Климович    | 10 222 | Демчук       | Жуков       | Науменко     | Павлюкевич  | Клишевич    | Павлов      | Павлов      |
| 37  | Кравцов     | 10 164 | Козловский   | Андреев     | Сидоренко    | Жилинский   | Кисель      | Соловьёв    | Гуринович   |
| 38  | Михайлов    | 10 159 | Климук       | Титов       | Ермаков      | Соколовский | Игнатович   | Бондарев    | Киселёв     |
| 39  | Баранов     | 10 044 | Климович     | Алексеев    | Васильев     | Сенкевич    | Новиков     | Короткевич  | Лукашевич   |
| 40  | Никитин     | 9886   | Лукашевич    | Дроздов     | Киселёв      | Герасимчик  | Савицкий    | Королёв     | Матусевич   |
| 41  | Бондаренко  | 9367   | Веренич      | Козловский  | Савченко     | Васильев    | Божко       | Гайшун      | Семёнов     |
| 42  | Белый       | 9190   | Кисель       | Матвеев     | Горбачёв     | Обуховский  | Морозов     | Козловский  | Барановский |
| 43  | Станкевич   | 9132   | Полховский   | Романов     | Климович     | Казак       | Заяц        | Алексеев    | Станкевич   |
| 44  | Ковалевский | 9023   | Тарасевич    | Кравченко   | Соловьёв     | Ковалёв     | Павловец    | Юшкевич     | Соловьёв    |
| 45  | Жуков       | 9000   | Андреюк      | Попов       | Белый        | Новиков     | Жуковский   | Андреев     | Лебедев     |
| 46  | Марченко    | 8885   | Игнатюк      | Марченко    | Макаренко    | Игнатович   | Васильев    | Мороз       | Ковалевский |
| 47  | Новицкий    | 8737   | Шоломицкий   | Прудников   | Прокопенко   | Ярошевич    | Макаревич   | Яковлев     | Романовский |
| 48  | Лукашевич   | 8692   | Войтович     | Виноградов  | Поляков      | Сакович     | Попов       | Ткачёв      | Михайлов    |
| 49  | Кот         | 8610   | Денисюк      | Кузьмин     | Коновалов    | Зданович    | Самусевич   | Попов       | Петрович    |
| 50  | Савченко    | 8551   | Лицкевич     | Пашкевич    | Журавлёв     | Ковалевский | Михновец    | Юрченко     | Федоров     |
| 51  | Богданович  | 8429   | Ковалёв      | Зуев        | Ковальчук    | Кот         | Чернухо     | Лебедев     | Никитин     |
| 52  | Пинчук      | 7983   | Колб         | Мороз       | Романов      | Богдан      | Петров      | Пинчук      | Герасимович |
| 53  | Бойко       | 7756   | Король       | Николаев    | Савицкий     | Василевич   | Кот         | Кулешов     | Петровский  |
| 54  | Кузьмич     | 7481   | Смирнов      | Селезнёв    | Павлов       | Тарасевич   | Сушко       | Барановский | Антонович   |
| 55  | Мельник     | 7362   | Боричевский  | Чернявский  | Фролов       | Гончарук    | Хомич       | Бобков      | Адамович    |
| 56  | Король      | 7208   | Романович    | Щербаков    | Астапенко    | Сорока      | Романовский | Гавриленко  | Жуков       |
| 57  | Мацкевич    | 7126   | Бобко        | Старовойтов | Дроздов      | Кузьмицкий  | Абрамович   | Григорьев   | Довнар      |
| 58  | Синкевич    | 7089   | Линкевич     | Захаров     | Мороз        | Кулеш       | Белько      | Смирнов     | Позняк      |
| 59  | Бондарь     | 7086   | Пашкевич     | Фролов      | Королёв      | Попов       | Василевич   | Тарасов     | Павлович    |
| 60  | Павловский  | 7082   | Степанюк     | Рыбаков     | Михайлов     | Мицкевич    | Метельский  | Макаренко   | Дрозд       |
| 61  | Петрович    | 6953   | Новиков      | Воронов     | Никитенко    | Колесник    | Соловьёв    | Максимов    | Красовский  |
| 62  | Казак       | 6815   | Ребковец     | Поляков     | Ермоленко    | Горбач      | Зайцев      | Малахов     | Чернявский  |
| 63  | Маркевич    | 6775   | Петров       | Сорокин     | Петров       | Черняк      | Микулич     | Котов       | Корзун      |
| 64  | Борисевич   | 6732   | Кузнецов     | Казаков     | Ткачёв       | Волков      | Лукашевич   | Кузьменков  | Вашкевич    |
| 65  | Сидоренко   | 6684   | Мартынюк     | Василевский | Пархоменко   | Мацкевич    | Кучинский   | Станкевич   | Жданович    |
| 66  | Юшкевич     | 6663   | Федорук      | Макаров     | Соколов      | Михайлов    | Ржеутский   | Миронов     | Казак       |
| 67  | Ковалевич   | 6596   | Петровский   | Егоров      | Щербаков     | Радевич     | Пашкевич    | Борисенко   | Бондаренко  |
| 68  | Заяц        | 6579   | Ярошук       | Антонов     | Карпенко     | Федорович   | Коляда      | Михайлов    | Малиновский |
| 69  | Абрамович   | 6437   | Васильев     | Барановский | Попов        | Малышко     | Быков       | Капустин    | Андреев     |
| 70  | Романенко   | 6434   | Мацкевич     | Тихонов     | Семенов      | Богдевич    | Волков      | Прудников   | Королёв     |
| 71  | Высоцкий    | 6404   | Сидорук      | Журавлёв    | Гапоненко    | Федоров     | Цыбулько    | Медведев    | Медведев    |
| 72  | Дашкевич    | 6393   | Завадский    | Литвинов    | Шаповал      | Шишко       | Шилович     | Макаров     | Сергеев     |
| 73  | Юрченко     | 6260   | Горегляд     | Шевченко    | Титов        | Зайцев      | Вашкевич    | Голубёв     | Поляков     |
| 74  | Борисенко   | 6090   | Кулик        | Кравцов     | Литвинов     | Романович   | Мелешко     | Лукьянов    | Романов     |
| 75  | Русак       | 5929   | Невар        | Юрченко     | Колесников   | Салей       | Ковалевский | Марков      | Волчек      |
| 76  | Макаренко   | 5850   | Русак        | Бондаренко  | Мартинович   | Эйсмонт     | Кулеш       | Фролов      | Павловский  |
| 77  | Адамович    | 5823   | Диковицкий   | Мацкевич    | Никитин      | Король      | Гончар      | Борисов     | Гринкевич   |
| 78  | Позняк      | 5802   | Булыга       | Романовский | Юрченко      | Антонович   | Мельник     | Голуб       | Ярошевич    |
| 79  | Дрозд       | 5777   | Полещук      | Ткачёв      | Лебедев      | Матусевич   | Мельников   | Бычков      | Макаров     |
| 80  | Козел       | 5776   | Петручик     | Осипов      | Кузьменко    | Русак       | Мурашко     | Солонович   | Юркевич     |
| 81  | Игнатович   | 5761   | Шепелевич    | Беляев      | Терещенко    | Гурский     | Павлович    | Стрельцов   | Орлов       |
| 82  | Хомич       | 5751   | Юрчик        | Быков       | Василенко    | Зайко       | Шишло       | Орлов       | Бельский    |
| 83  | Воробей     | 5680   | Мельник      | Котов       | Кондратенко  | Барташевич  | Бурак       | Кондратьев  | Акулич      |
| 84  | Кравчук     | 5616   | Савицкий     | Сергеев     | Бобр         | Ёрш         | Коваленко   | Моисеенко   | Шевченко    |
| 85  | Романюк     | 5594   | Середич      | Бобров      | Давыденко    | Синкевич    | Сенько      | Кузьмин     | Юшкевич     |
| 86  | Шевчук      | 5576   | Иванюк       | Герасимов   | Ярец         | Воробьев    | Вербицкий   | Прокопенко  | Садовский   |
| 87  | Дубовик     | 5554   | Кирилюк      | Мельников   | Максименко   | Будько      | Осипович    | Прокопчик   | Мацкевич    |
| 88  | Акулич      | 5539   | Попов        | Тарасов     | Грищенко     | Сидорович   | Сороко      | Ковалевский | Давидович   |
| 89  | Кисель      | 5489   | Гаврилюк     | Овчинников  | Денисенко    | Павлов      | Чернявский  | Бондаренко  | Русак       |
| 90  | Романович   | 5480   | Кривецкий    | Дмитриев    | Захаренко    | Семёнов     | Бондарь     | Сидоров     | Шелег       |
| 91  | Савчук      | 5444   | Богданович   | Данилов     | Кушнеров     | Радюк       | Голуб       | Рыбаков     | Король      |
| 92  | Сакович     | 5359   | Нестерук     | Петровский  | Дубровский   | Романовский | Павлов      | Осипов      | Яковлев     |
| 93  | Кулик       | 5227   | Борисевич    | Петухов     | Заяц         | Макаров     | Романович   | Романенко   | Заяц        |
| 94  | Мурашко     | 5222   | Василевич    | Миронов     | Кузьменков   | Семенчук    | Соловей     | Рябцев      | Крук        |
| 95  | Голуб       | 5205   | Полюхович    | Сидоренко   | Сычёв        | Сытый       | Герасимович | Богданов    | Ковальчук   |
| 96  | Горбач      | 5159   | Сахарчук     | Гаврилов    | Толкачёв     | Борисик     | Лещенко     | Тарасенко   | Степанов    |
| 97  | Ярошевич    | 4676   | Потоцкий     | Александров | Антоненко    | Соловьёв    | Алешко      | Горбачёв    | Кудин       |
| 98  | Юркевич     | 4606   | Демидюк      | Емельянов   | Бондарь      | Стасюкевич  | Поляков     | Климов      | Григорьев   |
| 99  | Захаренко   | 4579   | Гузаревич    | Леонов      | Герасименко  | Малец       | Скалабан    | Колесников  | Фролов      |
| 100 | Бурак       | 4574   | Лозюк        | Пугачёв     | Орлов        | Садовский   | Сечко       | Широкий     | Нестерович  |